# Cesare Trinchieri
Cesare Trinchieri (Piacenza, 21 gennaio 1934 – Reggio Emilia, 14 novembre 2022) è stato un arbitro di calcio italiano.

## Carriera
Per la Sezione A.I.A. di Reggio Emilia ha iniziato ad arbitrare in Serie C nel 1964. In Serie B inizia a dirigere nel 1968: la prima partita è stata Genoa-Monza (2-0) del 31 marzo 1968, Nella serie cadetta in tutto dirige 91 partite in dieci anni di attività. In Serie A dirige per la prima volta il 26 aprile 1970, a San Siro, l'incontro Milan-L.R. Vicenza (1-0) nell'ultima giornata della stagione, In otto stagioni nella massima serie arbitra 32 incontri, l'ultimo dei quali è stato Roma-Foggia (1-0) del 25 settembre 1977.

## Biografia
Terminata la carriera arbitrale il Ragionier Cesare Trinchieri, bancario anche da arbitro ai massimi livelli, è stato direttore di banca nella sua Reggio Emilia.